# Ascesso palmare
Per  ascesso palmare  in campo medico, si intende un'infezione del palmo della mano caratterizzata dalla presenza di spazi profondi (solchi).

## Sintomatologia
I sintomi e i segni clinici presentano un forte dolore esacerbato all'esame obiettivo (palpazione), e tumefazione. 

## Eziologia
I batteri responsabili di tale manifestazione sono maggiormente strafilococchi e streptococchi.

## Esami
Fra gli esami di rilievo è la radiografia che serve per comprendere l'esistenza di possibili corpi estranei.

## Terapia
Il trattamento prevede incisione della parte infetta e drenaggio del liquido, ma deve essere attuata con attenzione per i rischi che un procedimento errato può comportare. Trattamento farmacologico a base di antibiotici, come la cefalosporina.  